# Van Buren (Maine)
Van Buren és una població dels Estats Units a l'estat de Maine (EUA). Segons el cens del 2000 tenia 2.631 habitants.

## Demografia
Segons el cens del 2000, Van Buren tenia 2.631 habitants, 1.095 habitatges, i 704 famílies. La densitat de població era de 29,9 habitants/km².
Dels 1.095 habitatges en un 25,9% hi vivien nens de menys de 18 anys, en un 50,6% hi vivien parelles casades, en un 9% dones solteres, i en un 35,7% no eren unitats familiars. En el 31,5% dels habitatges hi vivien persones soles el 14,9% de les quals corresponia a persones de 65 anys o més que vivien soles. El nombre mitjà de persones vivint en cada habitatge era de 2,22 i el nombre mitjà de persones que vivien en cada família era de 2,73.
Per edats la població es repartia de la següent manera: un 19,8% tenia menys de 18 anys, un 5,3% entre 18 i 24, un 24,5% entre 25 i 44, un 28,3% de 45 a 60 i un 22,1% 65 anys o més.
L'edat mediana era de 45 anys. Per cada 100 dones de 18 o més anys hi havia 85,7 homes.
La renda mediana per habitatge era de 20.038 $ i la renda mediana per família de 29.458 $. Els homes tenien una renda mediana de 27.411 $ mentre que les dones 19.583 $. La renda per capita de la població era de 12.651 $. Entorn del 15,2% de les famílies i el 22,1% de la població estaven per davall del llindar de pobresa.

## Poblacions més properes
El següent diagrama mostra les poblacions més properes.